# Завод вибухівки у Діїр-Парк
Завод вибухівки у Діїр-Парк – колишній виробничий майданчик, що діяв у індустріальній зоні Діїр-Парк на західних околицях Мельбурна.
В першій половині 1870-х германський промисловець Кребс продав компанії Australian Lithofracteur Company (Krebs Patent) Ltd. ліцензію на виробництво в Австралії промислової вибухівки, якої у великих обсягах потребувала гірнича промисловість домініону (можливо відзначити, що Кребс був втягнутий у тривалу патентну суперечку з винахідником динаміту Альфредом Нобелем, яку в підсумку програв в 1879-му, проте це не завадило йому отримати зиск від австралійського проекту). В 1875-му вибухівку «Lithofracteur» почали випускати на майданчику в Діїр-Парку, при цьому потрібно було імпортувати сірку та селітру (сіль нітратної кислоти). Сірка виступала сировиною для виробництва сульфатної кислоти, тоді як отримання нітратної кислоти в ті часи провадили реакцією селітри та сульфатної кислоти. Саме обробка гліцерину сумішшю нітратної та сульфатної кислот і призводила до отримання вибухової речовини – нітрогліцерину, який в подальшому поглинанням у кізельгур (діатоміт) перетворювали на динаміт. 
В 1888-му Australian Lithofracteur Company змінила назву на Australian Explosives and Chemical Company Ltd., яка в 1897-му була придбана Нобелем та перейменована на Nobel (Australasia). В 1926-му унаслідок злиття кількох компаній, серед яких була і Nobel Explosives, створили хімічний концерн Imperial Chemical Industries (ICI), що мало відповідний вплив і на Австралію – спершу Nobel (Australasia) стала Imperial Chemical industry (Australasia) Limited, а в 1928-му була перетворена на Imperial Chemical industry of Australia and New Zealand Limited (ICIANZ або I.C.I.A.N.Z.). 
В якийсь момент майданчик також узявся за виробництво фосфорного добрива – суперфосфату. Останній отримують шляхом кислотного розкладу фосфоритів, при цьому в Діїр-Парк використовували відпрацьовану в основному виробництві кислоту. Суперфосфатним напрямком займалась дочірня компанія Federal Fertilizers, яка у 1907-му стала учасником картелю Victorian Fertiliser Association, до якого також увійшли Cuming Smith, Mt Lyell та Wischer & Co. Proprietary Ltd., кожна з яких мала суперфосфатні майданчики у Ярравіллі (ще одна мельбурнська індустріальна зона). Створений колишніми конкурентами картель займався встановленням фіксованої ціни на добрива.
В 1935-му узялись за проект розширення заводу, по завершенні якого в 1938-му він міг щорічно випускати 8000 тонн вибухівки.
Щоб зменшити залежність від імпорту з Південної Америки нітрату натрію (чилійської селітри), ICIANZ в 1937-му узялась за проект виробництва синтетичного аміаку, який в подальшому перетворювався на нітратну кислоту. Технологія передбачала отримання на першому етапі з коксу та води «водяного газу» (суміш водню та монооксиду вуглецю) з наступним його використанням для синтезу аміаку. Запуск установки аміаку річною потужністю 5000 тонн припав на 1939 (за іншими даними – 1940) рік, що було вельми вчасно, оскільки унаслідок Другої світової війни потреби у вибухових речовинах зросли багаторазово. Частину аміаку та азотної кислоти використовували для виробництва нітрату амонію. Крім того, невдовзі «водяний газ» стали використовувати для продукування метанолу, який був необхідний для виробництва вибухівки тетріл. 
Можливо відзначити, що уряд Австралії замовив у ICIANZ будівництво на чотирьох воєнних заводах таких саме установок синтетичного аміаку (що в трьох з цих випадків також могли продукувати метанол), проте лише три з них встигли завершити до кінця війни – в Мулвала (у червні 1944), Альбіоні (травень 1945) та Баллараті (червень 1945). В подальшому дві з них придбала ICIANZ для продукування азотного добрива – сульфату аммонію.  
В межах тих саме зусиль воєнного часу завод ICIANZ постачав нітратну та сульфатну кислоту, електроенергію та технологічну пару зведеному поруч (тільки но згаданий Альбіон) державному заводу вибухівки, відомому як No. 5 Government Explosives Factory, що мав річну потужність у 2000 тонн ТНТ, 1000 тонн кордиту та 250 тонн етилцентраліту. Крім того, суміш нітратної та сульфатної кислот використовувало зведене в Діїр-Парку виробництво нітробензену (неорбхідний для цього бензен постачав металургійний комібнат у Порт-Кембла). Далі нітробензен відправляли на завод ICIANZ у Ярравіллі (колишній майданчик згаданої вище Mt Lyell) для виробництва аніліну.
Установка аміаку в Діїр-Парк діяла до 1967 року, при цьому по завершенню війни нітрат амонію могли використовувати як добриво та як промислову вибухівку. 
У 1971-му ICIANZ перетворили на ICI Australia, що існувала чверть століття (в 1998-му після рішення концерну ICI вийти з бізнесу в Австралії та Новій Зеландії на основі ICI Australia виникла компанія Orica).
Завод у Діїр-Парку припинив виробництво нітрогліцерину у другій половині 1980-х. Також відомо, що в 1989-му зупинили продукування іншого важливого компоненту вибухівок – нітроцелюлози, причиною чого стало припинення поставок концентрованої нітратної кислоти зі згаданого вище сусіднього майданчику в Альбіоні.